# Felipi Rammé
Felipi Johann Rammé (Novo Hamburgo, 23 de maio de 1997) é um jogador de voleibol brasileiro que atua na posição de ponteiro.

## Carreira

### Clube
Formado nas divisões de base da Sociedade Ginástica/Novo Hamburgo, Rammé começou sua carreira nas categorias de base do Sada Cruzeiro, por onde conquistou o título da Superliga Série B de 2015.
Em 2016, o ponteiro se transfere para o JF Vôlei, enquanto que na temporada seguinte se muda para a capital carioca para vestir a camisa do Sesc-RJ, por onde conquista o título do Campeonato Carioca de 2018. Ao término da temporada, o gaúcho volta ao voleibol mineiro após assinar com o América Vôlei/Montes Claros.
Após atuar na temporada 2020–21 pelo Vedacit Vôlei Guarulhos, Rammé faz sua estreia no voleibol internacional após assinar com o Tourcoing Lille Métropole, time da primeira divisão francesa, por uma temporada. Logo em seguida se transfere para o voleibol suíço para atuar pelo Chênois Genève VB, conquistando o vice-campeonato da Supercopa Suíça de 2022, onde foi eleito o melhor jogador de seu clube na partida. Ainda na temporada 2022–23, conquistou o título da Copa da Suíça após vencer o Lausanne UC por 3 sets a 1, marcando sete pontos na partida final.
Para a temporada subsequente, permanecendo no campeonato suíço, Rammé assina com o Lausanne UC.

### Seleção
Pelas categorias de base, foi vice-campeão do Campeonato Sul-Americano Sub-19 de 2014 e do Campeonato Sul-Americano Sub-21 de 2016; além do título da Copa Pan-Americana Sub-21 de 2017, em Fort McMurray, no Canadá.

## Títulos
Sada Cruzeiro
- Campeonato Brasileiro - Série B: 2015

Sesc-RJ
- Campeonato Carioca: 2018

Lausanne UC
- Copa da Suíça: 2022–23

## Clubes
| Anos      | Clube                       |
| --------- | --------------------------- |
| 2014–2016 | Sada Cruzeiro Vôlei B       |
| 2016–2018 | JF Vôlei                    |
| 2018–2019 | Sesc-RJ                     |
| 2019–2020 | América Vôlei/Montes Claros |
| 2020–2021 | Vedacit Vôlei Guarulhos     |
| 2021–2022 | Tourcoing Lille Métropole   |
| 2022–2023 | Chênois Genève VB           |
| 2023–     | Lausanne UC                 |